# Penn Badgley
Penn Dayton Badgley (født 1. november 1986 i Baltimore) er en amerikansk skuespiller og sanger. Badgley er bedst kendt for sine roller som Dan Humphrey i tv-serien Gossip Girl og Joe Goldberg i Netflix-serien You.
Badgley har bl.a. også medvirket i filmene John Tucker Must Die, The Stepfather, Easy A, Margin Call og Greetings from Tim Buckley.

## Privatliv
Badgley har datet Blake Lively, som spiller Serena van der Woodsen i Gossip Girl. Badgley og Lively afsluttede deres forhold i september 2010 efter tre år sammen.
I 2011 begyndte Badgley at date Zoë Kravitz. De slog op i 2013.
Den 27. februar 2017 blev Bagdley gift med Domino Kirke, som han har dannet par med siden 2014. I 2020 fik parret deres første barn sammen.